# Histoire de la monnaie en Corée

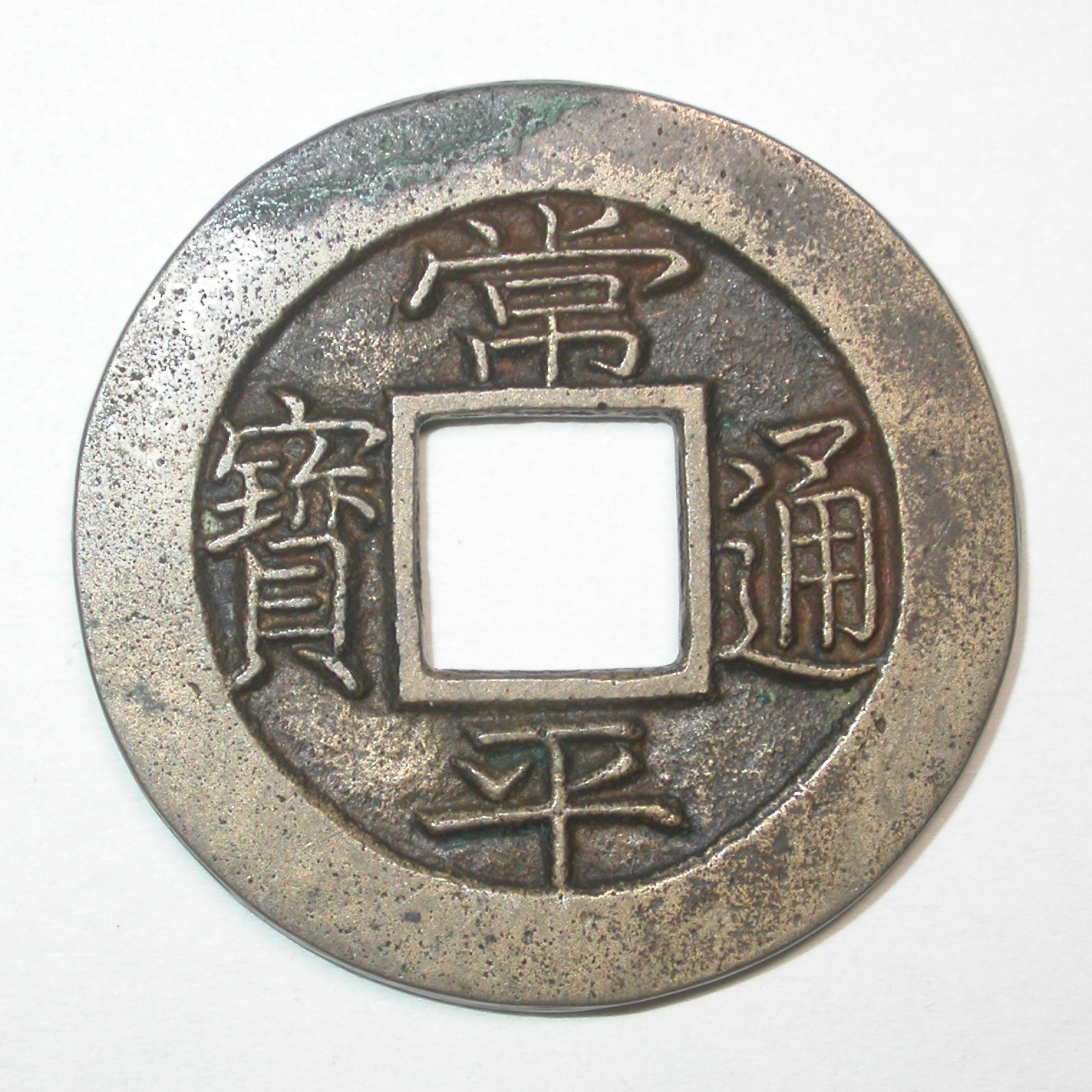
Recto du mun, fin de la période Joseon

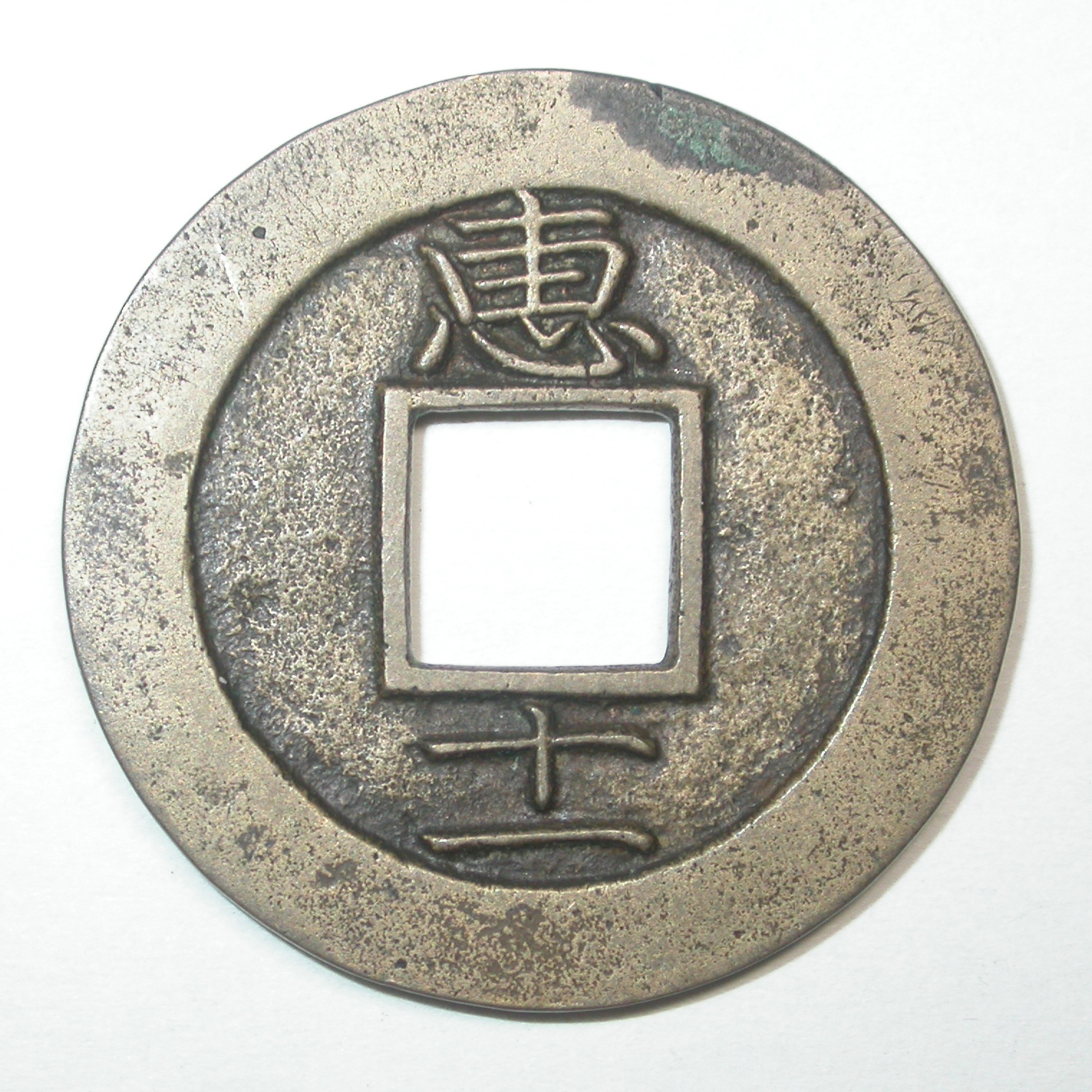
Verso du mun

L'histoire de la monnaie coréenne commence au royaume de Koryo (918-1392) qui tenta de populariser l'usage de pièces en fer. Cependant, à cause d'une classe dirigeante qui honorait l'austérité et pratiquait une politique de fermeture envers les influences étrangères, la production industrielle et le commerce étaient de ce fait peu développés et par manque de nécessité, l'usage des pièces ne se répandit vraiment qu'à partir du XVIIe siècle et l'introduction du mun. 

## Les temps anciens
Le développement de l'agriculture a permis la production de surplus et une spécialisation des artisans qui ont favorisé le développement des échanges. Dès l'âge du bronze, Ceux-ci étaient probablement basés sur l'échange de bétail, de bijoux et d'outils. Une des premières descriptions du commerce en Corée se trouve dans une source chinoise, Les Chroniques des Trois Royaumes et montre l'importance du fer dans ce processus. 
Pendant la période des Trois Royaumes, les produits de première nécessité tels que les céréales, le riz et le tissu (chanvre, lin, soie) étaient utilisés pour payer les impôts ainsi que comme moyen de paiement dans le commerce. Parallèlement, le fer a probablement servi à favoriser les échanges sous la forme de haches mais surtout de clous, les comptes se faisant au poids. De même, l'argent et l'or aurait été utilisé  à Okjeo et à Silla sur la base de leur valeur intrinsèque. De même, de la monnaie en forme de couteau, très populaire en Chine à cette époque, a aussi été utilisée en Corée peu avant le début de notre ère au temps du royaume de Yan, du Gojoseon et des quatre commanderies chinoises.

## Koryo
Les dirigeants de Koryo ont rapidement cherché à développer l'usage de la monnaie fiduciaire pour mieux contrôler le commerce et la production agricole ainsi que pour faciliter le développement économique. Menant une politique d'ouverture, ils favorisent aussi la circulation des monnaies chinoises. Cependant, ce développement s'est avéré très lent car le commerce ne se faisait encore qu'au niveau local et que l'économie était très peu diversifiée, ce qui minimisait les besoins monétaires.
La première pièce coréenne est émise en 996 sous le règne de Songjong (règne : 981-997). Cette pièce en fer est une copie des Kai yuan tong bao ( 開元通寶, la monnaie courante de l'ère nouvelle) des Tang dont elle reprend l'inscription sur l'endroit. L'envers porte la mention Dongguk (le pays de l'est). Elle est connue sous le nom de Geonwon Jungbo qui correspond à la prononciation coréenne de l'inscription chinoise. Comme toutes les sapèques, elle est ronde comme le ciel, avec un trou carré au milieu qui rappelle la terre et permet d'enfiler les pièces sur des cordelettes. Cependant, cette pièce n'est pas acceptée par la population et le roi Mokjong arrête de la faire circuler en 1002. 
La deuxième tentative se produit en 1097 au début du règne de Sukjong à la suite d'une pétition. Quatre pièces différentes sont alors coulées : Haedong Tongbo, Haedong Jungbo, Samhan Tongbo et Samhan Jungbo. Elles sont accompagnées à partir de 1101 par des bouteilles en argent (eunbyeong) réalisée à partir d'un alliage de cuivre et d'argent et ayant une valeur de 600 grammes (1 geun) d'argent. Les fonctionnaires sont dès lors payés avec des pièces et le gouvernement ouvre des tavernes pour favoriser leur circulation. Cependant, le manque d'argent et de cuivre ainsi que la contrefaçon limitent le développement de ces moyens de paiement et causent de nombreux problèmes économiques. 
À la suite de l'échec de l'introduction des pièces de monnaie, Koryo passe à l'utilisation des Baochao, les billets de banque chinois, une évolution favorisée et même forcée par le fait que Koryo était tombé sous le contrôle de la dynastie Yuan (1271-1368). De même, les pièces chinoises circulent de plus en plus. En 1392, dans une période tourmentée, les premiers billets coréens sont imprimés mais la dynastie est renversée peu de temps après pour laisser la place à celle de Joseon.

## Joseon
La nouvelle dynastie de Joseon continue de vouloir réduire l'importance du troc des vêtements et des céréales et cherche aussi à faire face à l'augmentation de ses dépenses. En 1401, lors de la première année du règne de Taejong, le Saseomseo met en circulation pour la première fois des billets. Ce sont de grandes feuilles (42,4 × 48,5 cm ou 30,3 × 33,3 cm) faites avec deux types de papier de murier. Ils possèdent initialement la valeur d'un rouleau de chanvre ou de deux doe de riz mais leur valeur diminue régulièrement et ils sont finalement retirés de la circulation en 1403, ne laissant que le tissu de chanvre comme moyen légal de paiement.
Les tentatives se poursuivent : de nouveaux billets sont émis de 1410 à 1425, mais, bien qu'acceptés par l'état comme moyen de paiement des taxes, ils souffrent aussi de dévaluation. Parallèlement, le gouvernement interdit l'usage des bouteilles en argent et contrôle l'usage de l'or et de l'argent entre autres pour éviter d'avoir à payer tribu à la Chine des Ming. 1423 voit le lancement du Joseon Tongbo, une pièce en cuivre dont la valeur fluctue fortement car elle ne pouvait pas être produite suffisamment rapidement puis en 1445, le tissu de chanvre et les billets sont proclamés moyen légal de paiement bien que ces derniers ne circulent que très peu et disparaissent avant le milieu du XVIe siècle.  Les pièces de tissus reçoivent dès lors deux tampons garantissant leur fonction monétaire tandis que leur taille et leur qualité est standardisée. Le tissu s'établit donc comme l'élément essentiel dans le cadre des échanges commerciaux dans la Corée de Joseon. Un dernier essai est réalisé en 1464 avec la proposition d'utiliser des flèches en fer comme monnaie qui pouvaient être utilisées comme armes en temps de guerre. Cependant, comme ce métal n'était pas rare, leur valeur tomba rapidement. 

## Le développement de la monnaie métallique
L'invasion japonaise de 1592 provoque l'arrivée des troupes chinoises qui amènent avec elles une grande quantité de monnaie en argent pour couvrir leurs dépenses ce qui relance l'utilisation de l'argent dans le commerce en Corée. Au XVIIe siècle, l'importance de la monnaie est reconnue comme le montre le Bangye Surok, un traité de Yu Hyeong-won (1622-1673) qui précise que la terre et la monnaie sont les piliers de l'économie nationale. 
Le gouvernement de Joseon reprend la fabrication de pièces en cuivre en 1625. Pour favoriser leur circulation, il ouvre des tavernes et exigent que les amendes soient payées avec des pièces. À partir de 1633, il introduit le mun qui devient lentement la principale monnaie du pays et exige que 10 % des taxes soient payées avec cette monnaie. Les pièces sont aussi fabriquées dans les grosses villes commerçantes telles qu'Andong, Jeonju et Gongju pour favoriser leur utilisation en province. Elles sont particulièrement bien acceptées à Kaesong, une ville qui disposait de nombreuses brasseries, d'un commerce bien développé mais aussi d'ateliers monétaires privés. À partir de la fin du siècle, la demande de la population pour ces pièces est nettement plus forte et c'est le gouvernement qui va tenter de s'opposer à l'extension de l'utilisation des pièces à cause de certains effets indésirables : l'activité commerciale augmentait et le petit peuple pouvait accumuler des richesses. En conséquence, l'aristocratie yangban qui tirait sa puissance du fait qu'elle était propriétaire des terres voyait arriver de nouveaux concurrents et voulait rétablir la primauté de l'agriculture. Elle accusait la monnaie de détourner les paysans des valeurs traditionnelles, l'épargne et le travail acharné dans les champs, et donc de causer une baisse de la production agricole. C'est pourquoi le gouvernement arrête la production de pièces à partir de 1697 et jusqu'à la famine de 1731, ouvrant une période de déflation. Pendant cette période, la fabrication des pièces n'est alors plus assurée que par des ateliers privés et des faux-monnayeurs.
Sur l'ensemble du XVIIIe siècle, l'utilisation de pièces en cuivre continue cependant sa progression. En 1800, leur volume devait atteindre plusieurs milliards de yang dont près d'un milliard produit par les ateliers gouvernementaux. Ce système reste toutefois essentiellement basé sur une seule pièce de cuivre dont la valeur faciale n'est guère plus élevée que son cout de fabrication. Bien qu'envisagée à plusieurs reprises, la fabrication de pièces de plus grande valeur n'a pendant longtemps pas été mise en œuvre par peur de l'inflation et d'une perte de confiance du public. Ce n'est qu'en 1867 que le régent Daewongun se résout à mettre sur le marché une pièce de 100 muns, en partie en réponse aux attaques française sur l'ile de Ganghwa et américaine à Pyongyang. Cependant, ce changement brutal provoque une forte inflation et cette nouvelle pièce est retirée l'année suivante. 
Le système monétaire finit par évoluer à  partir de la fin du XIXe siècle avec l'ouverture du pays, sa modernisation et l'influence grandissante du Japon. En 1888, une série de quelques pièces portant différentes valeurs faciales est émise peu avant que le mun soit abandonné. De 1892 à 1902, il est remplacé par le yang puis par le won de 1902 à 1910. 
C'est en 1909 qu'est fondée la banque de Chosen, la première banque centrale du pays, l'année précédant l'annexion de la Corée à l'empire du Japon. Pendant la période coloniale, le yen coréen est utilisé qui donnera naissance après la libération aux monnaies actuelles, le won nord-coréen et le won sud-coréen.